# Museo nazionale di storia (Bulgaria)
Il Museo Nazionale di Storia della Bulgaria (in bulgaro Национален исторически музей?, Nacionalen Istoričeski Muzej) è il più grande, ricco e importante museo storico della Bulgaria. Si trova nella capitale bulgara Sofia.
Il museo presenta 12 mostre permanenti che illustrao la storia della Bulgaria e delle terre bulgare dall'antichità fino ai giorni nostri, attraverso 59 collezioni tematiche. Conserva circa 650,000 monumenti storici e culturali, rendendolo uno dei musei storici più ricchi al mondo, con manufatti rari e di straordinario valore.
La collezione testimonia il ruolo della Bulgaria come uno dei paesi più antichi d’Europa, posizionandosi tra i più ricchi di reperti, secondo solo a Italia, Grecia e Turchia.
Il museo dispone di tre filiali in Bulgaria: la Chiesa di Bojana, patrimonio dell'umanità, il Monastero di Zemen a Zemen e la nave "Radetzky", ancorata a Kozloduj.

## Storia
Il museo fu istituito nel 1973 su ordine dell'Ufficio del Consiglio dei Ministri della Repubblica Popolare di Bulgaria. 
La sua prima mostra fu inaugurata nel 1984, presso l'edificio del Palazzo della Giustizia di Sofia, in occasione del 1300º anniversario della fondazione dello Stato bulgaro.
Il primo direttore del museo fu lo storico prof. Strašimir Dimitrov, membro corrispondente dell'Accademia bulgara delle scienze,  nominato nel giugno 1974.
La primo artefatto acquisito dal museo fu un aršin sartoriale, uno strumento di misura in legno, fatto a mano, ricevuto il 25 febbraio 1975. 
La prima mostra del museo fu "Arte preistorica nelle terre bulgare", inaugurata il 4 maggio 1975. 
La prima esposizione internazionale fu 1000 anni di icone bulgare, presentata a Parigi, Mosca e Leningrado nel 1976.
Le prime attività archeologiche del museo si svolsero presso la Basilica di Belovo (Grande Belovo), nella zona di Sveti Spas. 
Nello stesso anno, il museo lanciò la sua prima spedizione scientifica nel distretto di Haskovo.
Con una delibera del Consiglio dei Ministri del 15 aprile 1998, il museo venne trasferito nel Palazzo 1 della residenza statale di Bojana. La nuova esposizione fu solennemente inaugurata il 29 giugno 2000 dal primo ministro bulgaro Ivan Kostov.
Dal novembre 2017, il museo e diretto dal'archeologa bulgara Boni Petrunova. 

## Informazioni generali

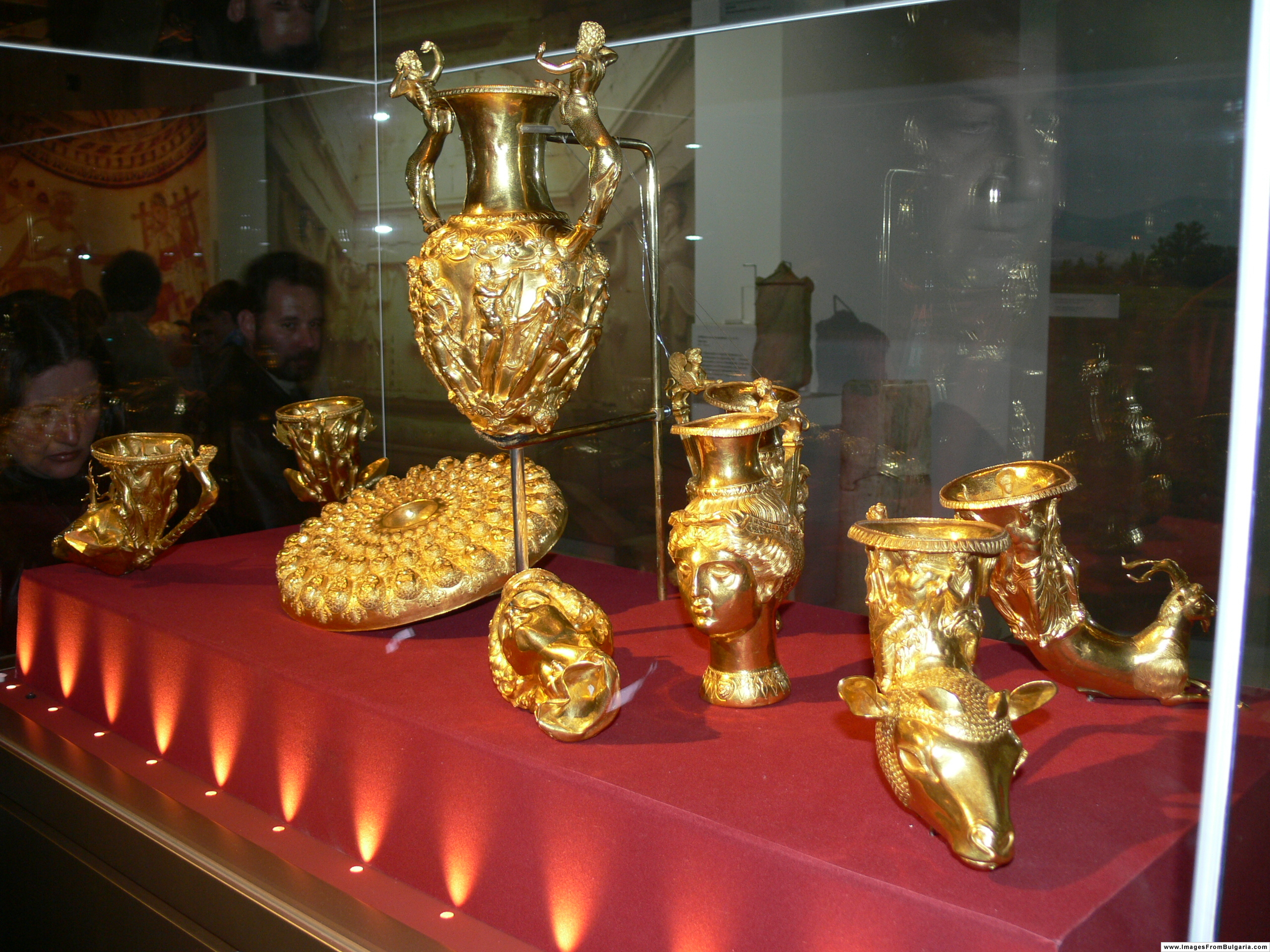
Il tesoro d'oro di Panjagjurište (IV-III sec. a. C.)

Le collezioni del museo comprendono oltre 650.000 artefatti nei seguenti periodi e ambiti di ricerca: monete, riconoscimenti e premi, gioelli, armi, tessuti per la casa, ricami, divise, abbigliamento e accessori civili, abiti tradizionali, artefatti nell'ambito delle arti visive, applicate e delle belle arti, arte sacra, materiali stampati antichi (in bulgaro e in lingue straniere), documenti e fotografie del Risorgimento bulgaro, documenti, fotografie e periodici del periodo 1878 – 1944, e della storia più recente della Bulgaria, utensili e articoli per la casa, manifesti, mappe, campioni di produzione, arredamento, cinema - foto - archivio sonoro, filatelia, bandiere, araldica, sfragistica e altro ancora.

## Collezioni
Il Museo di storia nazionale dispone di 59 collezioni tematiche. Quelle più significative sono:

### Collezione "Ricami"
Fondata nel 1977, questa collezione rappresenta una delle espressioni più intime dell’identità culturale bulgara. Tessuti finemente lavorati, provenienti da diverse regioni del Paese, narrano storie di vita quotidiana, spiritualità e arte tramandata di generazione in generazione.
Gli esemplari sono stati raccolti durante spedizioni etnografiche condotte in varie zone della Bulgaria, e mediante donazioni e acquisizioni da parte di collezionisti e privati appassionati.
Un'importante espansione ha avuto luogo grazie all’integrazione dei materiali ricamati provenienti dal prestigioso Museo Nazionale del Monastero di Rila.
Il fondo attuale conta: oltre 800 numeri d’inventario e più di 1.000 unità uniche, risalenti al XIX secolo e alla prima metà del XX secolo.

### Collezione "Riconoscimenti e premi da petto e altri"
Comprende oltre 5.000 artefatti. Include: 
- medaglie e insegne bulgare provenienti dal Principato e dal Regno di Bulgaria;
- premi conferiti dopo il 1944, inclusi medaglie straniere;
- distinzioni commemorative coniate in occasione di anniversari giubilari ed eventi storici, scientifici, culturali e sportivi;
- le matrici originali di ordini principeschi e reali, medaglie e insegne, entrate nel museo nel 2010, di eccezionale valore storico;
- una parte della collezione privata del diplomatico e patriota Dimităr Stančov, che raccoglie ordini e medaglie di alto rango.
- una ricca collezione di premi istituiti nella Repubblica Popolare di Bulgaria, includendo insegne cittadine bulgare. In risalto figurano diplomi e premi ricevuti da personalità bulgare illustri, tra cui Ivan Nenov (artista), Hristo Vakarelski (etnografo), Georgi Parcalev (attore), Ljudmila Prokopova (musicista), Stefka Kostadinova (primatista mondiale di salto in alto), ecc.

### Collezione "Numismatica e Sfragistica"
Una delle più ampie e affascinanti sezioni del Museo Nazionale di Storia della Bulgaria, questa collezione custodisce oltre 60.000 reperti: 
- Monete antiche e medievali: esemplari singoli e tesori monetari, con notevole varietà di coniazioni e leghe;
- Forme di moneta domonetiche: gettoni e oggetti usati per scambi commerciali prima dell’introduzione della vera moneta;
- Monete antiche e medievali dalle molteplici sfaccettature;
- Vengono presentate anche le monete dai tempi nuovi e più recenti, fino ai giorni nostri.
- Sigilli medievali bizantini e bulgari; (molivdovuli) - fonti storiche primarie per lo studio della storia medievale;
- Pesi e bilance utilizzati dai serafini nell'Antichità e nel Medioevo per la misurazione dei pesi delle monete.

### Collezione "Abbigliamento civile e divise"
Istituita nel 1976 e contiene circa 1.400 artefatti: 
- Sezione "Divise": divise militari, di servizio e uniformi scolastici, nonché elementi separati. Comprende le divise dei partecipanti alle guerre di unificazione nazionale e quelle degli ufficiali dell'aeronautica militare del Regno di Bulgaria. Reperti interessanti sono gli elementi della divisa dello zar Boris III: la divisa e il mantello da ammiraglio, un soprabito da generale e un elmo da parata. Tra le divise di servizio spiccano gli stemmi delle divise diplomatiche con ricche decorazioni. Significativo è anche il numero delle divise dei funzionari del palazzo reale: degli alti funzionari dell'ufficio di palazzo, nonché quelle dei vari gradi del personale di servizio;
- Abbigliamento civile: abbigliamento da uomo, da donna e da bambino, nonché i relativi accessori dalla fine del XIX secolo ai giorni nostri. L'abbigliamento maschile: abiti formali, come frac, smoking, e abiti casual, appartenuti a importanti politici bulgari, personaggi pubblici e personaggi della cultura, nonché a cittadini comuni, come i frac di Andrej Ljapčev e di Stefan Bobčev, gli effetti personali di Dragan Cankov, gli abiti quotidiani dello zar Boris III, ecc. L'abbigliamento da donna: abiti sontuosi, mantelli di velluto con piume di struzzo e perline, cappelli con piume, fiori e veli, ombrelli, ventagli, scarpe, borse, alcuni appartenuti a mogli e figlie di politici, diplomatici e personaggi pubblici bulgari;
- Costumi di scena degli artisti bulgari del teatro, dell'opera, del cinema e del balletto: le cantanti liriche Ghena Dimitrova, Mimi Balkanska, Elisaveta Jovovič, la ballerina Nadia Vinarova, gli attori Nevena Kokanova, Konstantin Kisimov, Stefan Gecov, Apostol Karamitev, ecc.;
- Abbigliamento da bambino: vestiti da bambine e da bambini e scarpette dalla fine del XIX secolo agli anni '50 del '900;
- Collezione cinematografica: costumi da film bulgari, parte della collezione "Museo del cinema bulgaro", donata all'inizio del 2006 dall'allora direzione della "Nu Bojana Film": costumi unici dei film durante il "periodo d'oro" del cinema bulgaro: dai film storici relativi al Primo e al Secondo impero bulgaro - "Khan Asparuh", "Boris I", "L'età d'oro", "Kalojan" , "Il giorno dei sovrani", "I matrimoni di Joan Asen", "Il maestro di Bojana", "Konstantin Kiril il filosofo", "Tempo separato" e altri.

### Collezione "Età del Bronzo"
Comprende reperti che coprono un arco temporale vastissimo: dalla metà del IV millennio a.C. fino alla fine del II millennio a.C.
Gli oggetti archeologici, risalenti all’Età del bronzo, sono realizzati in ceramica, pietra, bronzo, rame, o leghe di rame, vetro, ecc. Si distinguono per la varietà di forme, dimensioni, pesi e funzioni, rivelando aspetti rituali, quotidiani e tecnologici delle civiltà preistoriche.
Una parte significativa dei reperti proviene da importanti siti archeologici, tra cui: 
- gli insediamenti vicino a Mihali (distretto di Svilengrad) e Sozopol;
- la fortezza Constantia (distretto di Simeonovgrad) e Lepica (distretto di Pleven);
- i santuari vicino a Dositeevo (distretto di Harmali) e Belantaš (distretto di Asenovgrad);
- le strutture rituali e la necropoli vicino a Dabene (distretto di Karlovo);
- la tomba nel  distretto di Haskovo ecc.

### Collezione "Fotografie del Risorgimento bulgaro"
Comprende oltre 300 artefatti. Conserva ritratti originali o fotoriprodotti e fotografie di carattere documentaristico, dalla fine del XIX secolo all'inizio del XX secolo.

### Collezione "Documenti del Risorgimento bulgaro"
La collezione comprende oltre 290 reperti museali, strettamente legati all’epoca del Risorgimento bulgaro. I documenti testimoniano la vita, le attività e l’impegno dei protagonisti di quel periodo, riflettendo eventi politici e sociali di rilievo nella storia del popolo bulgaro tra il XVIII e il XIX secolo. 
L’attenzione è rivolta in particolare alle principali fasi della lotta per l’indipendenza nazionale:
- il movimento culturale di risveglio identitario;
- la lotta per una chiesa autonoma;
- il movimento di liberazione nazionale

### Collezione "Bulgaria" (XV-XVII secolo)
Presenta gli eventi e i processi storici dei primi secoli del dominio ottomano (XV - XVII secolo). Gli artefatti illustrano temi legati alla conquista della Penisola balcanica da parte degli Ottomani, alla diffusione e all'imposizione dell'Islam, al posto della popolo bulgaro e alla sua istituzione rappresentativa - la Chiesa ortodossa bulgara, all'interno dell'Impero ottomano, così come le prime rivolte popolari per il ripristino dell’indipendenza nazionale. 
La collezione spicca per l’eterogeneità degli oggetti esposti: 
- armi da guerra e da cerimonia;
- articoli per la casa;
- gioielli;
- opere d'arte applicata, sia locali che d'importazione dai confini del vasto Impero ottomano, nonché dall'Europa centrale e occidentale. I più interessanti soni i prodotti di oreficeria: gioielli, vasi secolari e religiosi, realizzate per la gran parte da artigiani che seguono le tradizioni della famigerata scuola orafa di Čiprovci, il cui periodo di massimo splendore va dalla seconda metà del XVI secolo fino alla sconfitta della rivolta di Čiprovci nel settembre 1688.

### Collezione "Ancore e Ceppi"
Questa eccezionale raccolta comprende 167 reperti museali tra ancore, ceppi e relativi elementi, prevalentemente realizzati in pietra e piombo, con alcuni esemplari in ferro. Si distingue come la più vasta collezione al mondo ospitata in un museo non situato su una costa. 
I reperti più antichi risalgono al III–I millennio a.C., testimoniando una lunga tradizione di navigazione.
La maggior parte dei reperti proviene dalla zona acquatica di Sozopol, l'antica Apollonia Pontica, e rappresenta una preziosa testimonianza della navigazione lungo la costa tracia del Mar Nero. I reperti confermano alcune delle prime testimonianze scritte di spedizioni marittime nell'antichità, note come Talassocrazia (dominî marittimi) risalenti all’XI secolo a.C.. Secondo Diodoro Siculo (I secolo a.C.), i Traci avrebbero dominato i mari per quasi un secolo - bn prima di Egizi, Fenici e altri popoli del mare. 
Alcune ancore presentano incisioni e simboli sacri o marinari. Tra queste, la più sorprendente è un’ancora di pietra incisa con la scritta “Gesù Cristo il Vittorioso”.

### Collezione "Sfragistica" (sigilli)
Composta da oltre 800 oggetti, soprattutto di sigilli, dal XVII secolo agli anni '60 del XX secolo:
- Sigilli di istituzioni e istituzioni statali, sigilli di ministeri, comuni, missioni diplomatiche all'estero, unità militari, ecc.;
- Sigilli di scuole, centri comunitari e istituzioni culturali, tra cui un sigillo dell'Ephoria dei fratelli Evlogi Georgiev e Hristo Georgiev, sigilli del Teatro Nazionale e dell'Opera Nazionale, del centro comunitario "G. S. Rakovski" di Sofia, della Scuola musicale di Varna, ecc.;
- Sigilli personali di illustri bulgari, quali i generali Nikifor Nikiforov e Radko Dimitriev, il prof. Vasil Zlatarski e il prof. Petăr Nikov, ecc. Particolarmente prezioso è il sigillo del commerciante di Kotlen Matei Hadžipetrov, della metà del XIX secolo;
- Sigilli relativi all'attività dell'Esarcato bulgaro, tra la fine del XIX e l'inizio del XX secolo;
- Sigilli personali con iscrizioni in turco ottomano, fra i più antichi della collezione;
- Sigilli relativi alle attività del Partito Comunista in Bulgaria prima e dopo il 9 settembre 1944.

### Collezione “Biblioteca del Fondo Vecchia”
- Studi e pubblicazioni che documentano la formazione e l'evoluzione delle comunità slave;
- Ampia copertura territoriale: 12 paesi moderni membri dell'UE;
- Focus sulla cultura, linguistica, società, storia religiosa e politica slava.

### Collezione "Abiti Tradizionali"
La collezione conta oltre 3.800 reperti, comprendenti abiti da donna, uomo e bambino, risalenti al periodo compreso tra il XIX secolo e la prima metà del XX secolo. 
Il primo articolo registrato è una cintura femminile del 1870 da Rakilovci, nel distretto di Radomir. 
La parte più consistente della collezione è costituita dagli abiti tradizionali femminili, suddivisi secondo la tipologia individuata nella letteratura etnografica: sai (vestito a camicia), sucman (tunica decorata) e anteria (vestito lungo con grembiule).

### Collezione "Armi"
La collezione comprende oltre 2.000 pezzi, tra armi da fuoco, armi da taglio e munizioni disinnescate, datati tra il XVIII secolo, il XIX secolo e la prima metà del XX secolo. I reperti provengono dalla Penisola balcanica, l'Asia orientale, l'Europa e gli Stati Uniti. 
La linea guida principale nella formazione della collezione è la raccolta, la conservazione e l'esposizione dei tipi di armi con cui i rivoluzionari, i soldati e gli ufficiali bulgari combatterono per la libertà della patria e difesero gli interessi nazionali della Bulgaria nella guerra serbo-bulgara, le due guerre balcaniche, la prima e la seconda guerra mondiale.

### Collezione "Documentazione successiva al 1944"
Istituita nel 1975, contiene oltre 6.000 unità.: 
- documentazione relativa allo sviluppo economico del Paese: della Repubblica Popolare di Bulgaria, come i rapporti dei gruppi di produzione, le caratteristiche del lavoro e i curricula, i piani di produzione e personali, i contratti per la concorrenza socialista, i certificati, ecc. di squadre e collettivi di lavoro provenienti da diversi cantieri di rilevanza nazionale e regionale;
- documentazione relativa alla storia politica;
- documentazione relativa alla cultura, la scienza e l'istruzione;
- documentazione personale - di politici e personaggi pubblici, scienziati e personaggi culturali, sportivi, ecc., come i politici prof. Mihail Genovski, prof. Stančo Čolakov, Georgi Andrejčin, prof. Vladimir Topenčarov, Solomon Pasi, ecc., gli scienziati bulgari di spicco - il prof. Hristo Vakarelski e il prof. Kujo Kuev, i pittori Vladimir Dimitrov-il Maestro, Ivan Nenov e Ekaterina Nenova, il "padre" del cinema bulgaro Vasil Gendov e sua moglie Žana Gendova, l'attore Konstantin Kisimov, la poetessa Elisaveta Bagrjana, le cantanti liriche Elisaveta Iolovič e Ghena Dimitrova, la cantante folk Vălkana Stojanova ecc.

### Collezione "Documentazione del periodo 1878 - 1944"
Questa collezione custodisce oltre 6.500 beni culturali mobili, eterogenei per contenuto, tipologia e valore storico, che illustrano l’evoluzione della politica, amministrazione statale, economia, istruzione, e cultura in Bulgaria tra il 1878 e il 1944. Un focus particolare è dedicato alle lotte di liberazione nazionale condotte dai bulgari oltre i confini del Terzo Regno Bulgaro. 
- Documenti di rilievo:
  - Protocollo originale relativo allo scambio della convenzione militare tra Bulgaria e Serbia, parte dei preparativi diplomatici per la guerra balcaniche (1912–1913)
  - Ratifica del Trattato di Neuilly, che segnò la fine della partecipazione bulgara alla prima guerra mondiale
  - Documentazione monarchica legata alle attività del: Principe Alessandro I Battemberg, Principe/Zar Ferdinando I (a cui è attribuita la maggior parte dei materiali), Zar Boris III
- Manifesti storici conservati
  - Abdicazione di Alessandro I (26 agosto 1886);
  - Dichiarazione di guerra ai Balcani da parte di Ferdinando I (5 ottobre 1912);
  - Entrata ufficiale della Bulgaria nella prima guerra mondiale (1 ottobre 1915).
- Testimonianze istituzionali
  - Documenti dell’Assemblea Nazionale;
  - Atti dell’Assemblea Regionale della Rumelia orientale;
  - Archivi del Consiglio di Stato e del Consiglio dei Ministri.
- Protagonisti politici documentati Materiali legati a figure chiave dello sviluppo politico della Bulgaria, tra cui: 
  - Stefan Stambolov, Dragan Cankov, Dimitar Grekov, Stojan Danev, Andrej Ljapčev, Atanas Burov, Bogdan Filov, Ekaterina Karavelova.

### Collezione "Gioielli"
La collezione custodisce oltre 9.000 pezzi di beni culturali mobili, raccolti tra il 1975 e oggi, e rappresenta uno dei nuclei più scintillanti e identitari del patrimonio artistico bulgaro.
- Tesori tradizionali femminili:

Oltre due terzi della collezione è composta da ornamenti tradizionali indossati dalle donne bulgare tra il XVIII e  l'inizio del XX secolo. Esempi di oreficeria bulgara del periodo del Risorgimento bulgaro includono: ornamenti per la testa, forcine per capelli, fasce per la testa, sottogola, orecchini e capezzini, collane, cinture, fibbie metalliche per cinture, bracciali e anelli. 
- Oreficeria moderna e urbana:

La collezione include anche accessori moderni, rappresentativi dell'outfit urbano della donna bulgara dei primi decenni del XX secolo. Questi accessori illustrano elevati standard estetici, gusto raffinat ed eleganza, e l'influenza di stili europei nell'arte applicata bulgara. 
La collezione di ornamenti presenta lo sviluppo, la specificità, le conquiste artistiche e tecnologiche dell'arte applicata bulgara, nonché i suoi messaggi in codice.

### Collezione "Tessuti"
Composta da oltre 2.400 oggetti d'inventario, questa collezione ha iniziato a delienarsi dalla metà degli anni '70, custodendo frammenti di vita domestica e artigianale bulgara. I tessuti provengono dal XIX secolo fino alla prima metà del XX secolo, e venivano impiegati nell'arredamento della casa: per biancheria da letto, coperture durante il sonno, decorazione; decorazioni d'interni – tendaggi, ornamenti tessili, ecc.

### Collezione "Bandiere"
Piccola nel numero, ma straordinaria per potenza simbolica: la Collezione "Bandiere", istituita nel 1975, conserva 84 artefatti che incarnano il coraggio, l’identità e l’ideale collettivo di intere generazioni bulgare.
Gli oggetti più importanti sono: 
- la bandiera del gruppo di Kratovo nella Rivolta Ilinden-Preobrazeni (1903);
- la bandiera della Società dei profughi del distretto di Trǎn (1920);
- la bandiera della Società della milizia macedone-d'Edirne a Pleven (1912-1913);
- la bandiera della Società dei Cavalieri dell'Ordine "Per il coraggio", villaggio di Slavjanovo (distretto di Nikopol)  (1934);
- la bandiera della Società degli ufficiali di riserva "Tri Uši", Slivnica (1921);
- la bandiera del VI Ginnasio maschile di Sofia "Simeone il Grande" (anni '30)

### Collezione "Orologi"
Fondata nel 1977, questa collezione di oltre 200 esemplari non misura solo il tempo, ma la memoria di epoche, stili e figure che hanno lasciato il segno nella storia bulgara.
Comprende orologi da parete, da tavolo, da tasca (i più numerosi) e da polso, realizzati in metalli preziosi e non, alcuni decorati con  smalti colorati, pietre preziose, e incisi con ornamenti vegetali e zoomorfi. La collezione racchiude pezzi di quasi tutti i brand famosi, tra cui: "Omega", "Longines", "Movado", "Prior", "Stupenda", "Urania", "Lanco", "Planchon", "Roskop", "Eterna", "Borel", " Bulgari", "Felso", ecc. Gli orologi appartenevano a politici e personaggi pubblici di spicco, personaggi militari di spicco, personaggi della cultura e cittadini comuni. 
Tra i preziosi oggetti esposti figurano:
- Gli orologi da tasca d'oro del miliziano Ivan Bobevski, donatigli dall'imperatore Nicola II in occasione del 30º anniversario della guerra di liberazione russo-turca, del conte Nikolaj Pavlovič Ignatiev, di Jane Sandanski, del generale Nikifor Nikiforov, ministro della Guerra 1912-13, l'orologio "Zenith" del generale Vladimir Vazov, quelli del politico Konstantin Muraviev e del pittore Ivan Nenov;

- l'orologio da tavolo di Elisaveta Bagrjana;

- I due orologi da camino "Planchon", realizzati in marmo con una ricca decorazione in bronzo;
- Gli orologi da tasca, di varie marche, realizzati in metalli preziosi e non, decorati con i monogrammi dello zar Ferdinando I e dello zar Boris III, donati a nobili o a cittadini illustri.

### Collezione "Manifesti"
Con un'impressionante raccolta di 11.403 artefatti, la collezione "Manifesti" è una vera e propria galleria visiva della coscienza pubblica bulgara, dal XIX secolo al presente. Comprende: 
- Manifesti politici;
- Manifesti per elezioni parlamentari, presidenziali e locali;
- Manifesti per le celebrazioni
- Locandine cinematografiche;
- Manifesti per mostre, spettacoli teatrali, opere liriche, operette e balletti;
- Manifesti sportivi;
- I manifesti originali realizzati per il 1300º anniversario della fondazione dello Stato bulgaro;
- Manifesti con il tema "La lotta per la pace".

### Collezione fotografica: "Bulgaria 1878–1944"
Con oltre 3.900 unità, questa collezione visiva offre uno straordinario viaggio nella storia bulgara, dal 1878, anno della liberazione dall’Impero Ottomano, fino al 1944, vigilia della svolta socialista.  
Le immagini documentano personaggi, eventi e scenari di primaria importanza attraverso decenni di cambiamenti politici, culturali e sociali:
- Ritratti di sovrani e leader politici. Include fotografie dei sovrani del Terzo Regno bulgaro: Il principe Alessandro I di Bulgaria, lo zar Ferdinando I e Boris III; Membri delle famiglie reali; Politici di rilievo: Stefan Stambolov, Dragan Cankov, Aleksandăr Malinov, Konstantin Muraviev, Atanas Burov, Stojan Kosturkov, Bogdan Filov, tra gli altri;

- Ritratti di artisti e personalità culturali: Il pittore Ivan Nenov e sua moglie Ekaterina Nenova; Le attrici Adriana Budevska ed Elisaveta Jovovič; La poetessa Elisaveta Bagrjana; Il regista Vasil Gendov e il cantante Stefan Makedonski;
- Scienziati e intellettuali: Il prof. Vasil Zlatarski, l'accademico Gavril Kacarov, il prof. Marin Drinov, il prof. Hristo Vakarelski
- Figure militari: I generali Radko Dimitriev, Nikifor Nikiforov, Stefan Paprikov, Ivan Fičev, Stefan Tasev, Kliment Boyadžiev;
- Diplomatici e mistici: Diplomatici come Dimităr Stančov, Ivan Stančov, Pančo Hadžimišev, Nikola Rizov; Fotografie dei raduni della Fratellanza Bianca e del Maestro Petǎr Dǎnov;
- Documentazione delle guerre balcaniche e della Prima Guerra Mondiale (1912–1918): Scene di combattimento; Momenti di vita quotidiana e riposo dei soldati;
- Vedute e memorabilia: Cartoline con paesaggi di villaggi bulgari e stranieri; Monumenti naturali; Biglietti d’auguri natalizi, pasquali e di Capodanno.

### Collezione “Biblioteca del Fondo Nuova”
Istituita nel 1986, questa collezione affonda le sue radici nella storica “Biblioteca del Fondo Vecchia”, orininariamente conservata presso il Museo Nazionale dell’Amicizia Bulgaro-Sovietica. Con l’evoluzione dell’istituzione museale, che nel tempo ha assunto la denominazione "La Bulgaria e il Mondo Slavo", la collezione è stata ulteriormente ampliata e, dal 1991, integrata nel Museo Nazionale di Storia della Bulgaria.  
La raccolta si è arricchita grazie al trasferimento di volumi dalla biblioteca precedente, oltre che da donazioni e acquisizioni mirate.  
Oggi la collezione conta 1.070 unità di valore culturale, prevalentemente in lingua bulgara, ma con la presenza di testi in russo, francese, tedesco, croato, macedone e serbo.  
Le tipologie di materiale: libri; riviste; giornali; opuscoli; album; atlanti; dizionari.
La collezione si distingue per la ricchezza tematica, che abbraccia la cultura, e la letteratura dei Paesi slavi.

### Esposizione permanente:[9]
- Sala 1 - Il territorio bulgaro dall'inizio del VI millennio a.C. fino alla fine del II millennio a.C.;
- Sala 2 - Le terre bulgare dal V secolo a.C. al V secolo d.C.;
- Sala 3 - Lo Stato bulgaro nel Medioevo (secoli VII - XIV);
- Sala 4 – Le terre bulgare sotto il dominio ottomano (XV-XIX secolo);
- Sala 5 – Il Terzo Regno Bulgaro 1878–1946;
- Sala “Prima età del ferro“ XI secolo a.C. – metà del VI secolo a.C.;
- Sala "Tarda Antichità";
- Sala "Etnografia" - Cultura popolare bulgara. Calendario delle festività. Costumi;
- Collezione "Bojan Radev" - premi sportivi e altri e valori culturali donati da Bojan Radev;
- "Antartide - la favola del ghiaccio bulgara";
- Sala della numismatica;
- Mostra "Ancore e ceppi", lapidario